# بتلز (آلاسکا)
بتلز (به انگلیسی: Bettles) شهرکی در ناحیه سرشماری یوکان-کویوکوک، آلاسکا ایالت آلاسکا است که جمعیت آن در سرشماری سال ۲۰۰۰ میلادی ۴۳ نفر بوده‌است.